# انتخابات الرئاسة الأمريكية 1916
الانتخابات الرئاسية الأمريكية 1916 هي الانتخابات الرئاسية الأمريكية التي جرت في 7 نوفمبر 1916، لانتخاب رئيس الولايات المتحدة، فاز بالانتخابات وودرو ويلسون.

## معرض صور

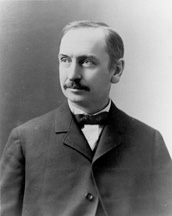
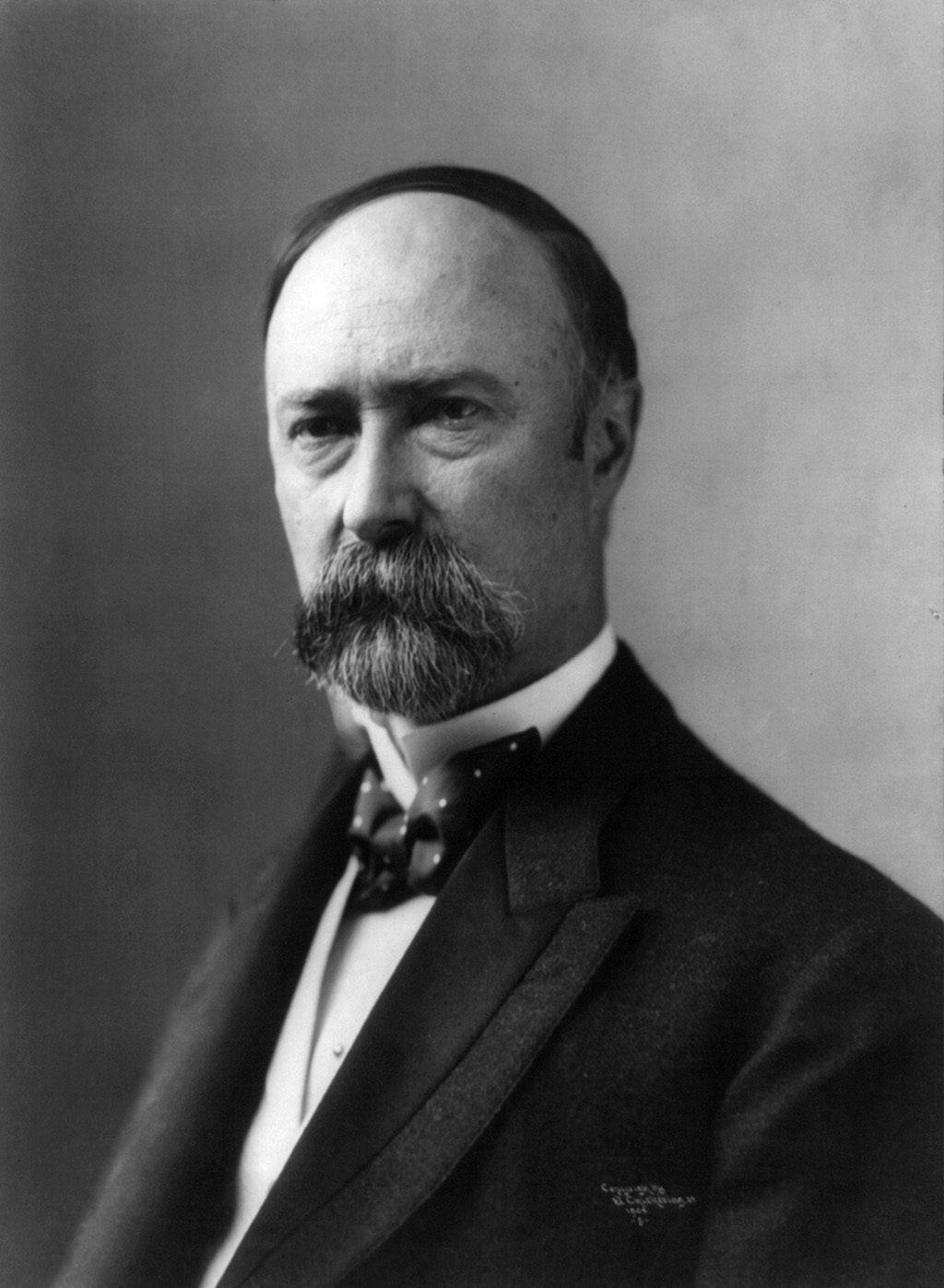
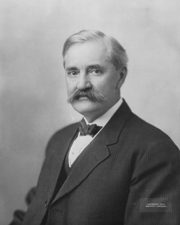
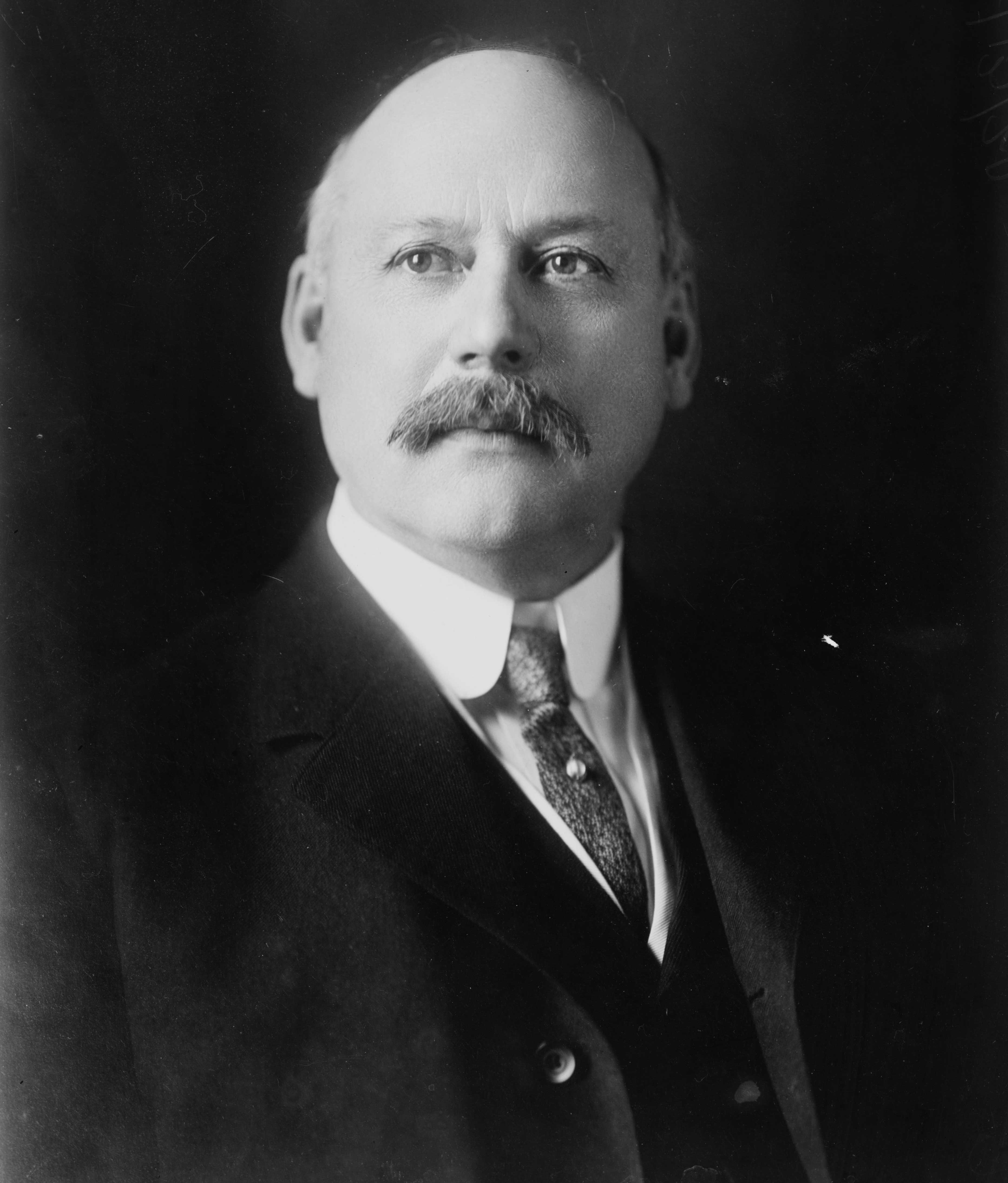
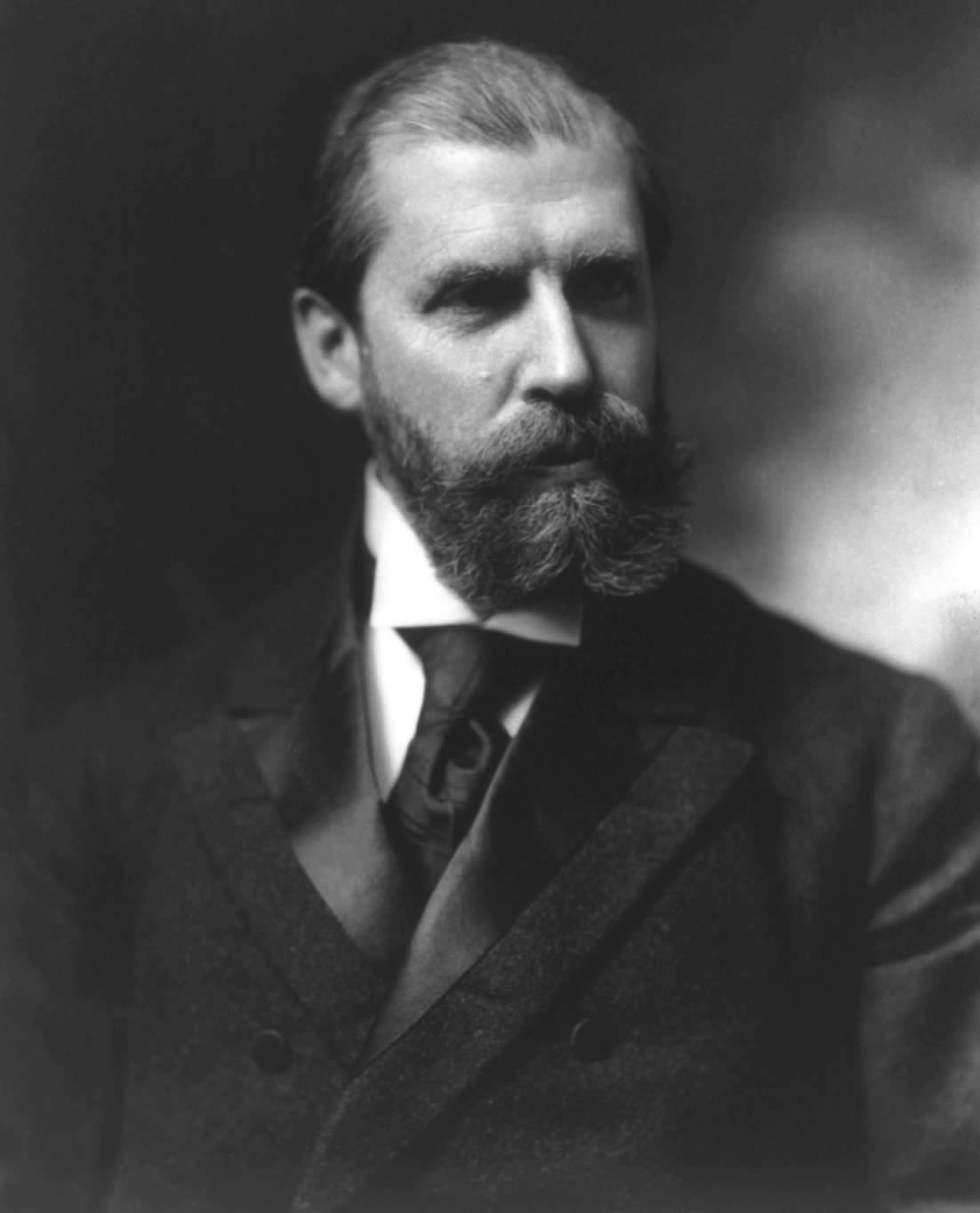
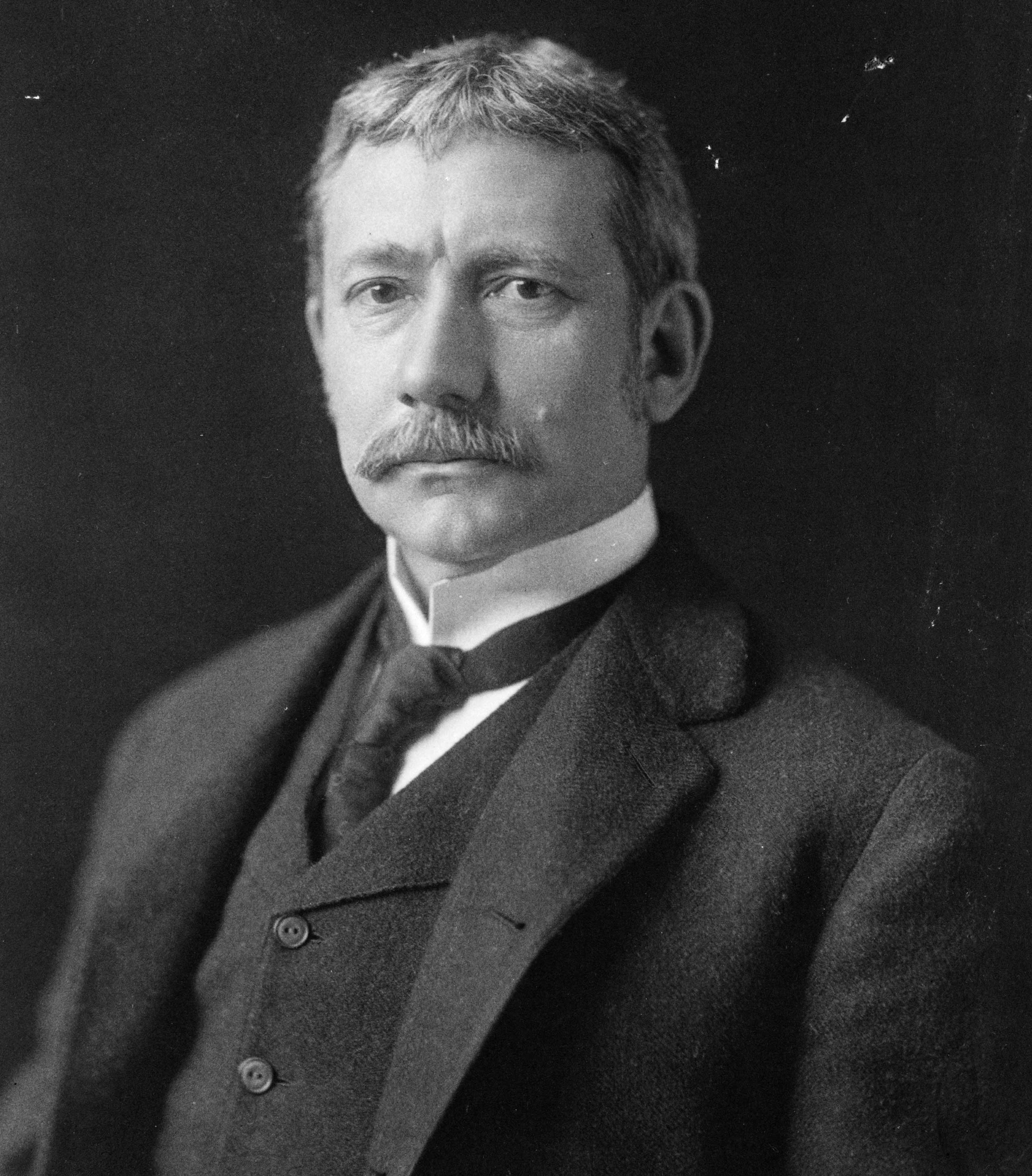

## المرشحين
| المرشح       | الحزب | عدد الأصوات |
| ------------ | ----- | ----------- |
| وودرو ويلسون |       |             |